# 巴特龙战机
《巴特龙战机》是一款由Shouei System公司制作、东映动画公司发行的横向卷轴射击游戏。本游戏于1986年3月19日在FC游戏机发行。
巴特龙战机的名字纯属误译，巴特龙这个名字是指敌人的武器，而非玩家控制的战机。

## 故事情节
时间设在西元2999年，俾斯麦帝国决定向地球发动攻击。俾斯麦帝国占领一个小行星作为前进基地，并在基地上建造一中叫做巴特龙的强大武器。地球防卫军必须在巴特龙发挥作用之前摧毁这个基地。

## 玩法
玩家控制着一个战机，对敌方飞机进行射击。在游戏中有一些特殊物品：蓝色胶囊可以是能量恢复最大值。黄色胶囊可以是战机无敌一段时间。无尾熊可以使玩家得到额外一个生命点，而射击小风车会反弹到玩家。